# Coches La Brugeoise
Los coches La Brugeoise fueron el material rodante de la Línea A (Subte de Buenos Aires) desde su inauguración en 1913 hasta que fueron retirados de servicio regular el 11 de enero de 2013. Sus carrocerías están completamente realizadas en madera, aunque su diseño actual no es el original de fábrica. Fueron construidos por la empresa La Brugeoise et Nicaise et Delcuve, de la ciudad de Brujas (Bélgica), entre 1911 y 1919. Ante el aumento del caudal de pasajeros, se fabricaron posteriormente en el país algunas unidades idénticas utilizando repuestos y rezagos. Hasta el retiro de los coches La Brugeoise, la flota de la línea A fue la más antigua del mundo en servicio comercial y, también, un atractivo turístico de la capital argentina además de parte de su patrimonio cultural. Se los conoce coloquialmente como los belgas o las brujas, en referencia a su país y ciudad de origen respectivamente, y debido a su antigüedad y material de construcción son referidos como los históricos de madera.

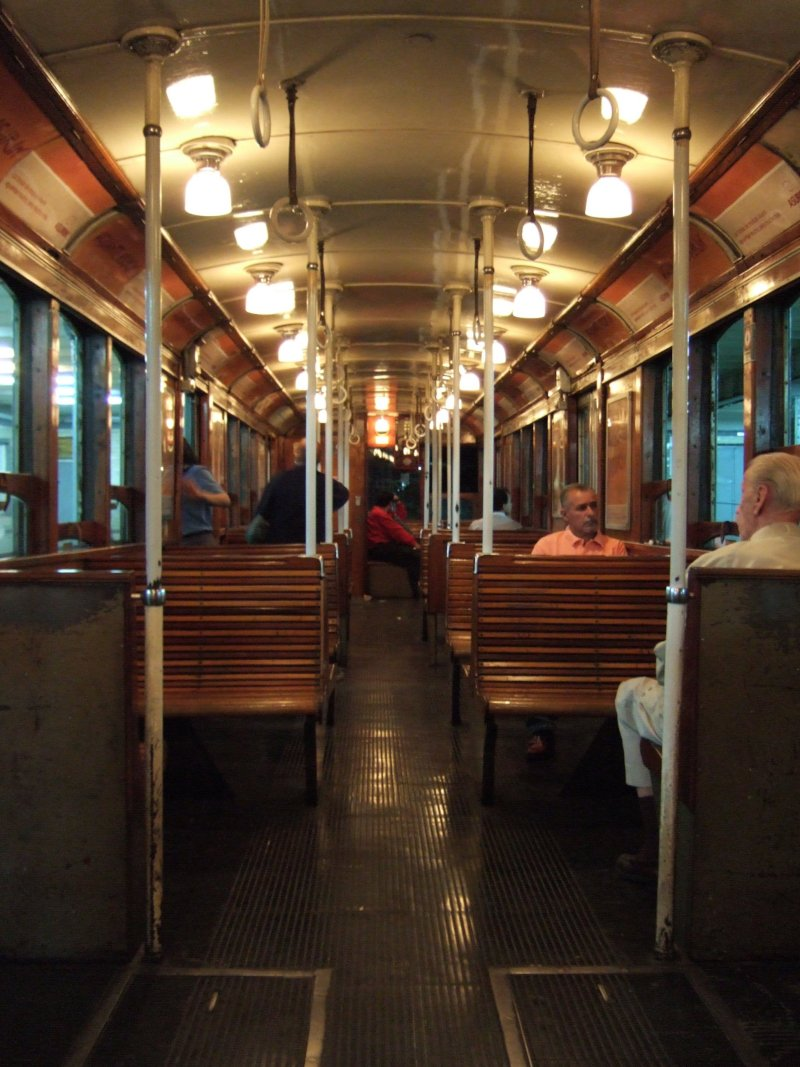
Interior de un clásico coche La Brugeoise, (2006).

## Características técnicas
Según su configuración original, cada coche está equipado con dos motores "U 109" (uno por bogie) de 115 HP cada uno, capaces de desarrollar una velocidad máxima de 50 km/h. Cuando circulan en el túnel, utilizan una tensión de 1100 V de corriente continua (VCC), mientras que en superficie funcionan con 550 VCC, que era la tensión normal de trabajo de la red tranviaria de Buenos Aires. Captan la energía de una catenaria aérea rígida a través de un pantógrafo de doble brazo por coche. La tracción es controlada por una palanca selectora de velocidad por puntos (o posiciones). El conductor puede seleccionar un total de nueve puntos (once originalmente), de los cuales los primeros seis conectan los motores en serie, y los restantes en paralelo. El equipamiento eléctrico, así como el bastidor hecho en acero, fueron provistos por la empresa alemana AEG. Los coches circulan sobre vías de trocha universal (1435 mm). 
Poseen frenos de aire comprimido fabricados por la compañía Knorr-Bremse, mientras que el freno de estacionamiento es mecánico y se opera girando una rueda de acero ubicada en la cabina de conducción. La fricción entre las zapatas de madera de lapacho, impregnadas en creosota para darles una mayor resistencia, y las ruedas produce un característico olor que distingue a la línea A del resto de la red de Subterráneos de Buenos Aires.
Una de las novedades tecnológicas que presentaron en su época de fabricación fue el sistema de "hombre muerto": un botón pulsador ubicado en el extremo de la palanca selectora de velocidad que debe ser permanentemente oprimido por el conductor. Si por algún motivo este llegare a soltarlo, el tren dejará de acelerar hasta detenerse completamente. El uso de este dispositivo no se limita únicamente a situaciones de emergencia, sino que es empleado en la conducción normal de los coches para controlar el paso de corriente eléctrica a los motores: una vez que la formación alcanzó la velocidad establecida para el tramo por el que transita, el motorman suelta el botón y permite que el tren circule por inercia hasta que debe aplicar los frenos.
Otra medida de seguridad, agregada a mediados de los años '20 en los talleres de la Compañía de Tranvías Anglo - Argentina (propietaria original de la línea A) son las denominadas antenas. Cada coche cuenta con dos de ellas, instaladas en la parte superior de cada lateral. Si el tren violare una señal en rojo, las antenas son tocadas por un brazo mecánico (conocido como "paratrén") fijado a la pared del túnel accionando, así, los frenos neumáticos. Para reanudar la marcha, el personal de a bordo debe descender de la formación y colocar nuevamente las antenas en su posición original. A 2010, los paratrenes son controlados en forma automática por el sistema de señalización digital ATP (Automatic Train Protection)
Las unidades miden 15,8 metros de largo, 2,6 m de ancho y 2,38 m de alto, ofreciendo una capacidad suficiente para 42 pasajeros sentados y 140 de pie. Están equipados con tres puertas corredizas por lateral de 1,20 m de ancho cada una, que se abren en forma manual. Sin embargo, el guarda puede cerrarlas y trabarlas automáticamente gracias a un mando a distancia.*

## Historia
Los coches La Brugeoise fueron las primeras unidades eléctricas múltiples que circularon en la República Argentina. Encargados por la Compañía de Tranvías Anglo-Argentina (CTAA) para equipar su flamante línea de "tranvías subterráneos", estaban preparados para prestar servicios tanto en el túnel como en superficie. El 3 de junio de 1915, la CTAA comenzó la prestación de este servicio mixto "subte-tranvía" sin necesidad de trasbordo. Gracias a la rampa construida tras la estación terminal Primera Junta (entonces llamada "Caballito"), uno o dos coches eran desacoplados y proseguían su recorrido como tranvías hasta la intersección de la Avenida Rivadavia y Lacarra, con ocasionales servicios "cortos" hasta Rivadavia y Quirno. Para ello, contaban con plataformas de tipo tranviario en sus extremos, que se utilizaban para el ascenso y descenso de pasajeros en las paradas de superficie. Poseían, también, dos puertas corredizas en el salón para uso exclusivo en los andenes de las estaciones subterráneas. 
La CTAA compró un total de 120 coches a la United Electric Car Company (UEC) radicada en la ciudad británica de Preston.  Por razones desconocidas, UEC solo fabricó los primeros cuatro coches mientras que la construcción de los restantes 116 fue subcontratada a la empresa belga La Brugeoise et Nicaise et Delcuve.  Si bien las unidades de ambas empresas poseen las mismas características técnicas, estas pueden agruparse en tres estilos o "series" diferentes de carrocería: por un lado, los coches UEC propiamente dichos (numerados 1 al 4); por el otro, los coches La Brugeoise se dividían a su vez en dos series propias. Los pertenecientes a la primera serie (coches 5 al 50), junto con los primeros cuatro coches United Electric, fueron los responsables de la inauguración del servicio de la línea A el 1 de diciembre de 1913.

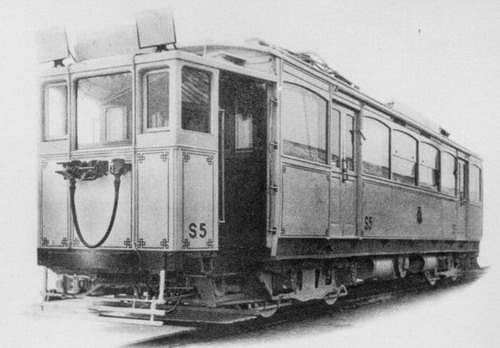
Coche La Brugeoise n.º 5 de la primera serie, fotografiado en la fábrica antes de ser enviado a Buenos Aires.

### Primera serie (5 al 50)
Llegaron a Buenos Aires a mediados de 1913. Contaban con seis ventanales por lateral, provistos de cortinillas para proteger a los pasajeros de la luz solar durante los recorridos a nivel. Su interior estaba completamente revestido en madera e iluminado por 38 lámparas incandescentes, dispuestas en artefactos luminosos construidos en bronce al estaño y tallados con formas de hojas de acanto.
Los asientos, tapizados en cuero escarlata, estaban distribuidos en cuatro juegos enfrentados en la parte central del salón, colocados de a dos por lateral. Aquellos contiguos a las puertas fueron ubicados en forma lateral para habilitar un mayor espacio para los pasajeros que viajaban de pie y permitir una mejor circulación en el interior.

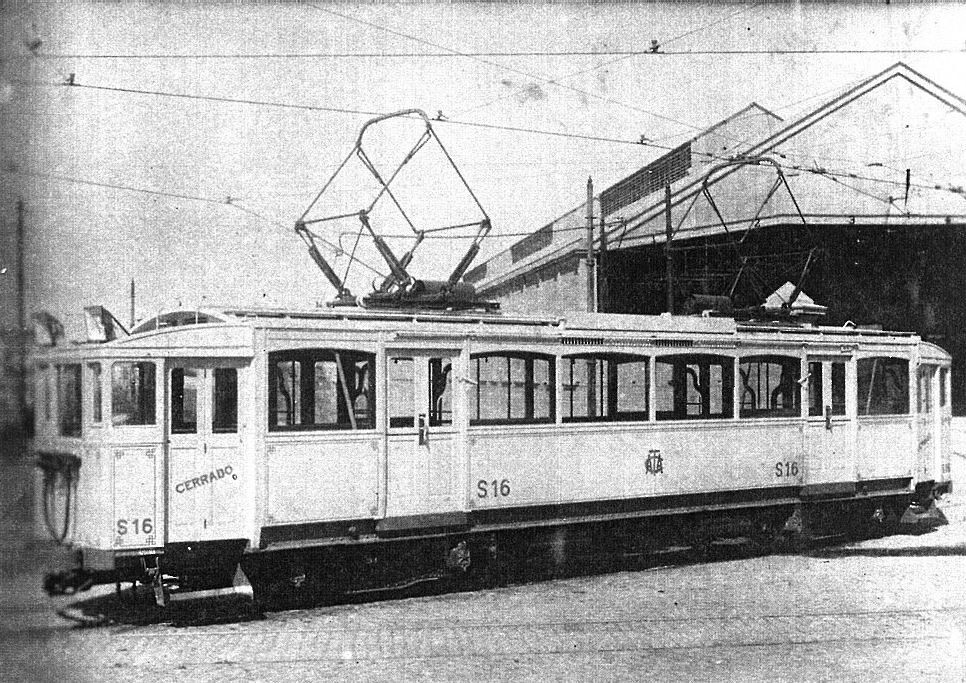
Coche La Brugeoise serie 1 en su formato original, estacionado en el taller Polvorín. El coche 16, que muestra la fotografía, formó parte del tren inaugural de la línea A y continúa en servicio a 2010.

### Segunda serie (51 al 120)
Los primeros 33 coches de esta serie, numerados del 51 al 84, llegaron al país a mediados de diciembre de 1913, ya inaugurado el servicio. Los restantes, del 85 al 120, lo hicieron en 1919 una vez finalizada la Primera Guerra Mundial.

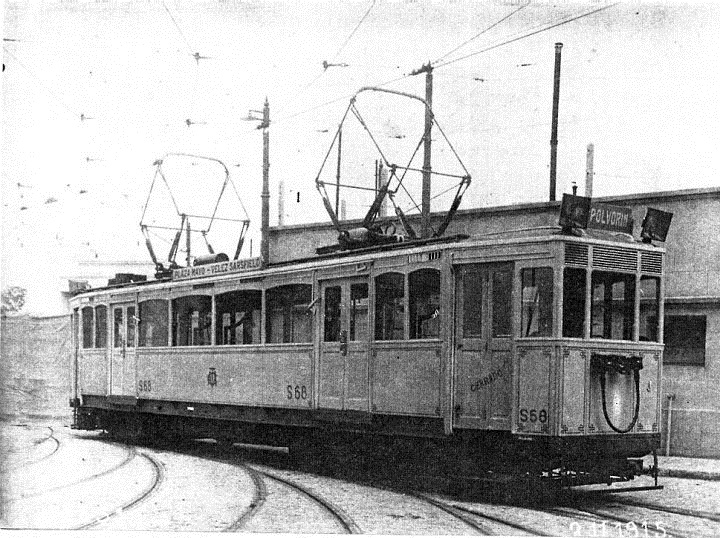
La Brugeoise segunda serie en 1915, estacionado en el patio del taller Polvorín.

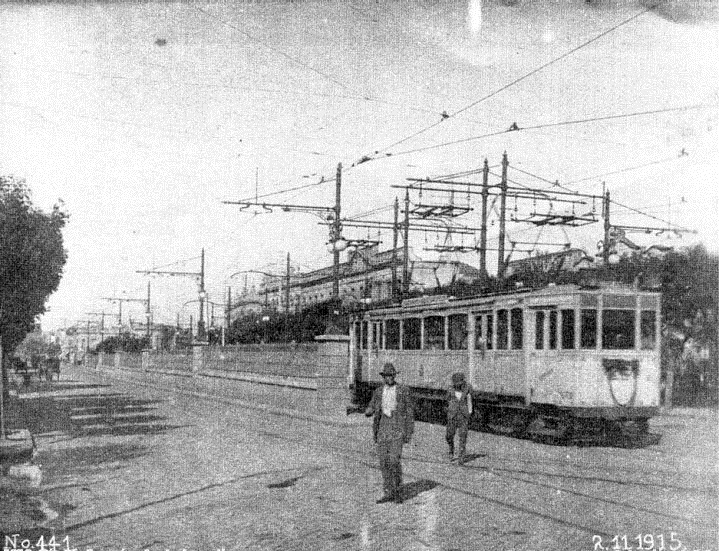
Coche de la segunda serie ingresando al túnel por la rampa de Primera Junta.

Contaban con la misma cantidad y distribución de asientos y lámparas que los coches de la primera serie. Sin embargo, los de la segunda serie poseían las plataformas tranviarias al mismo nivel que el techo del resto de la unidad. Además, las ventanillas ubicadas en los extremos del salón ya vinieron separadas en dos más pequeñas que las de la primera serie. Su forma luego fue adoptada como modelo para reformar las ventanillas restantes, que ocasionaban serios problemas de torsión al bastidor de los coches en las cerradas curvas del túnel, y es la que puede observarse en la actualidad.

### Características comunes a ambas series
Además de la disposición y cantidad de asientos y luces, decoración y características técnicas, los coches poseían otros aspectos en común. Cada uno poseía dos pantógrafos de doble brazo, fabricados por Peiner Waltzwerk, que evitaban que el coche quedara sin energía en caso de que uno de ellos dejara de hacer contacto con la catenaria ante un desnivel de la vía en la superficie. Ante cualquier emergencia, debía recurrise a la iluminación por velas ya que no estaban equipados con baterías auxiliares. En su exterior estaban pintados de color celeste grisáceo con guardas azules, ostentando el emblema de la CTAA.
Otra característica en común eran las puertas. Estas eran abiertas, cerradas y aseguradas por los guardas desde el exterior de la formación, por lo que los pasajeros no intervenían en absoluto en su operación. La cantidad de guardas dependía de la cantidad de coches acoplados. Si la formación era de dos coches, había un guarda para cada uno. En una de tres, el guarda del coche delantero atendía las puertas de su coche y la primera del central, mientras que el otro guarda hacía idéntica tarea con las restantes puertas. Si había cuatro unidades, dos guardas atendían tres puertas cada uno y el restante, dos. Si el tren era de cinco coches, necesitaba cuatro guardas: los dos de los coches cabecera y el de cola circunscribían su accionar a éstos y otros dos atendían los tres centrales, a razón de tres puertas cada uno.
El largo de los andenes permitía formaciones de hasta seis coches, con cinco guardas: tres con un solo coche a cargo y por consiguiente con dos puertas para cada uno y otros dos en los tres centrales, que atendían tres puertas cada uno. Una vez que estaba todo listo para reanudar la marcha, el guarda del último coche tocaba silbato para avisar a los revisores que cerraran los accesos a los andenes. Si no se presentaba ningún inconveniente, el guarda del coche delantero tocaba un cornetín y el conductor ponía en marcha la formación.

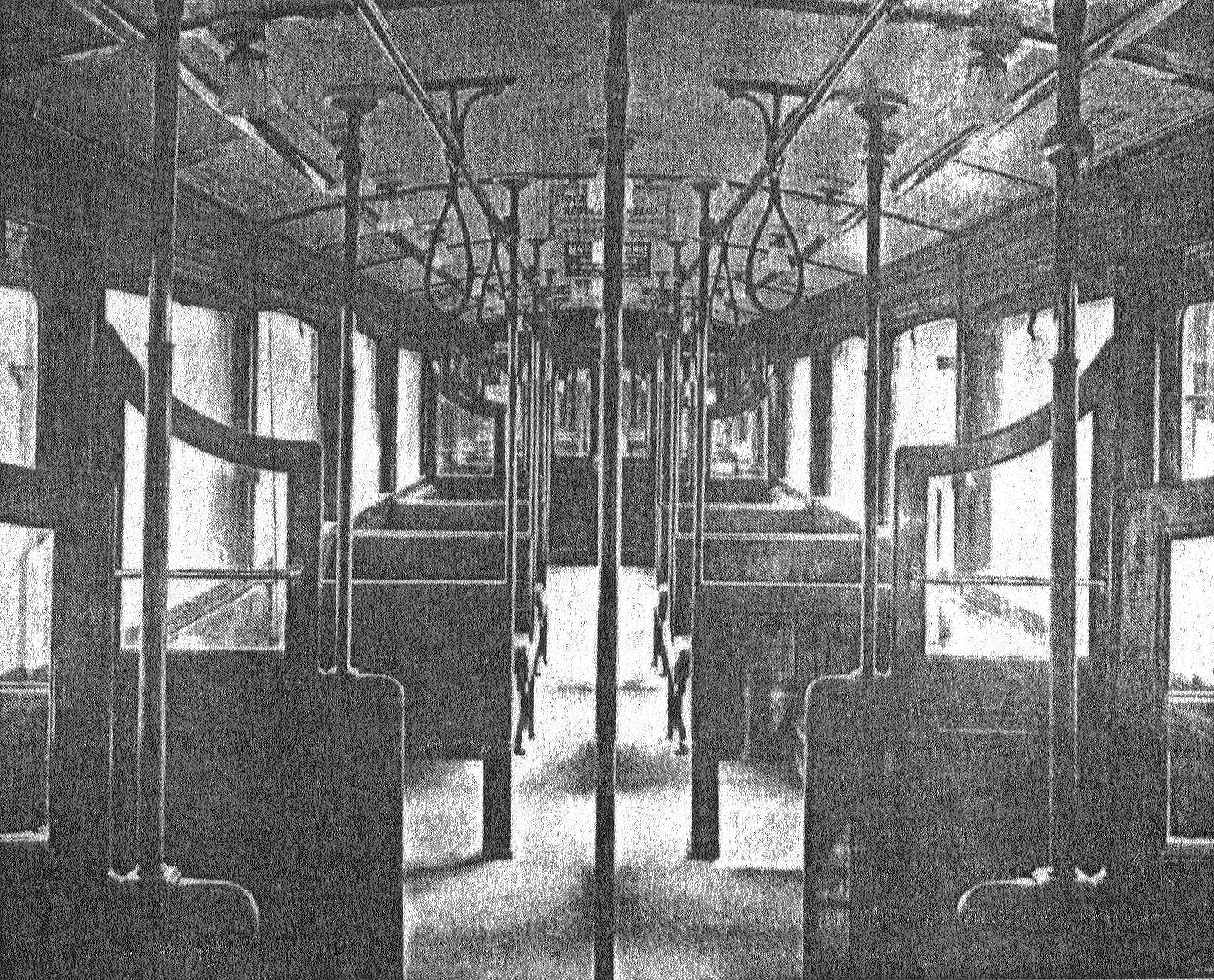
Interior original de un coche La Brugeoise, 1915

### Reformas
A los pocos años de su entrada en servicio, la CTAA comenzó a reformar las carrocerías de los coches para corregir ciertos defectos que presentaban en su operación. Estas modificaciones se hicieron evidentes en la forma de las ventanillas, que fueron divididas a la mitad para otorgarle una mayor resistencia al bastidor ante las torsiones que experimentaba en las curvas del túnel bajo la Plaza del Congreso y detrás de la estación Plaza Miserere. 
Así, los coches perdieron paulatinamente sus amplias ventanillas en reemplazo de las actuales. Sin embargo, no varió la distribución de los asientos. A partir de 1923, comenzó la supresión de uno de sus pantógrafos. Estas reformas se realizaron en forma gradual, en los momentos en que las unidades se encontraban fuera de servicio por tiempo prolongado.

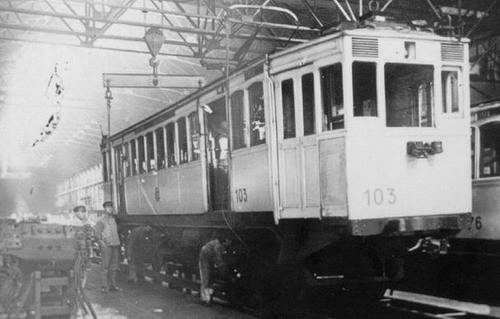
Coche 103 con las ventanillas centrales ya reformadas, en el taller Polvorín.

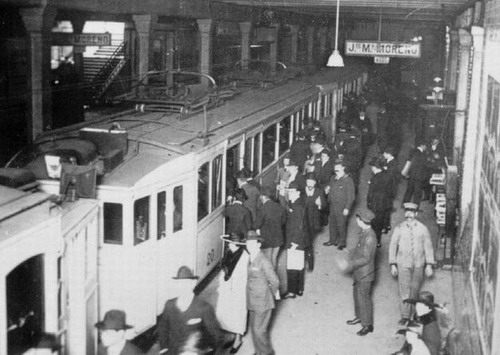
Coche 20 de la primera serie detenido en la estación José María Moreno (hoy Acoyte) de la línea A. Muestra ventanillas reformadas y las centrales aún en su estado original, lo que prueba que las reformas se hacían paulatinamente

El 31 de diciembre de 1926, la CTAA canceló el servicio mixto a través de la rampa de Primera Junta, por lo que las plataformas tranviarias de los coches perdieron su razón de ser. En el Taller Polvorín, ubicado en el barrio de Caballito cerca de la salida de la rampa, se desarmaron las plataformas tranviarias y se las reemplazó por el frente curvo que presentan los coches en la actualidad. Luego, se cortó el salón por la mitad y se agregó una tercera puerta en el centro. De esta forma, se unificó estilísticamente toda la flota. No obstante, la puerta central de los coches de la segunda serie es más angosta que la de los extremos, por lo que puede reconocérselos de esta forma. Luego, los coches fueron sometidos a sucesivas reformas estilísticas de menor alcance: se cegaron las ventanillas adyacentes a las puertas (que fueron reemplazadas por espejos en su interior), se centró la ventanilla de la cabina del conductor y se anularon las tomas de aire en frentes y laterales. Además, se elevó la posición del sistema de acople, que contribuyó a eliminar problemas de torsión que experimentaba la carrocería. 

Paralelo a estas reformas de magnitud se modificó la distribución de los asientos, cuyos tapizados originales fueron reemplazados por varillas de madera. Al cambiarse la ubicación de las cabinas de conducción a la izquierda, se instaló un asiento curvo en el espacio libre de los frentes con un asiento doble enfrentado formando un salón apartado para cinco personas, conocido popularmente como "salita". Los asientos ubicados entre las puertas fueron dispuestos en forma enfrentada, formando dos grupos de cuatro asientos por lateral.

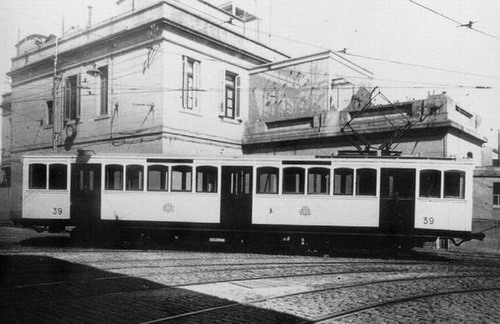
Coche 39, apenas finalizada la reforma. Las ventanillas contiguas a las puertas serían cegadas en intervenciones posteriores.

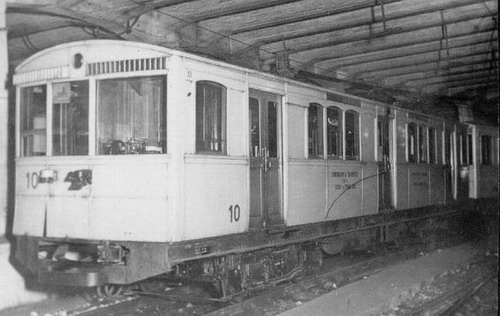
Coche 10 en servicio, pintado con el esquema de colores del Anglo Argentino, pero con el logotipo de la Corporación. Se observa un formato muy similar al que poseen a 2010

Durante la Segunda Guerra Mundial, la escasez de repuestos importados para el transporte automotor, y la consiguiente merma en los servicios, ocasionó un marcado aumento en la demanda del subterráneo. Por lo tanto, se decidió eliminar temporalmente los asientos dobles contiguos a las puertas de los extremos para que cupieran más pasajeros de pie. A partir de 1945, se repusieron asientos simples en la mayoría de las unidades imitando la distribución que tenían los coches Siemens de las líneas C, D y E. El resto de los coches conserva su configuración de preguerra, o bien la que adoptaron durante el conflicto.
En lo que hace al sistema de apertura y cierre de puertas, los primeros intentos de modernización datan de abril de 1929. En aquel entonces, se instaló un dispositivo que permitía a un único guarda cerrar todas las puertas desde un control y mantenerlas trabadas mientras presionara un botón. En 1946, se instaló el sistema que funciona hasta el presente: el guarda comanda el cierre y trabado de las puertas desde su puesto. Cuando el tren se detiene, el guarda las libera y pueden abrirse manualmente. A mediados de la década de 1990, la concesionaria Metrovías realizó un concurso de innovación tecnológica entre sus empleados. El ganador presentó un sistema de apertura y cierre automático de puertas para los coches La Brugeoise, que se implementó con éxito en la formación "M". Sin embargo, aún está pendiente su instalación en el resto de la flota.
Entre 1977 y 1979, unos pocos coches fueron intervenidos por la empresa estatal Fabricaciones Militares. Se les reforzaron sus carrocerías de madera, se reemplazó el piso original por uno de goma y se cambiaron las puertas de madera por unas metálicas. Sin embargo, su configuración general permaneció inalterada.

### Pintura exterior
Durante sus 97 años en servicio, los coches de la línea ostentaron tres esquemas de pintura exterior. La primera de ellas, aplicada en la fábrica La Brugeoise por encargo de la CTAA, era enteramente de color celeste grisáceo con guardas en azul y el emblema de la compañía pintado en el centro de los laterales.
El 16 de febrero de 1939, los bienes de la CTAA pasaron a integrar la Corporación de Transportes de la Ciudad de Buenos Aires, organismo conformado por el Estado municipal y las compañías de transporte. A partir de entonces, se intentó pintar los coches con el esquema que lucían los tranvías de la CTAA: marfil con una banda marrón en el centro. Solo unos pocos lo recibieron dado que se dispuso, al poco tiempo, que debía aplicarse a toda la flota el esquema de colores de los coches Siemens de la Compañía Hispano-Argentina de Obras Públicas y Finanzas (CHADOPyF), que había construido las líneas C, D y E. Esta combinación es la que, con leves variaciones de tonos, conservan hasta hoy: gris claro en la parte superior, una banda amarilla central y la parte inferior en azul oscuro. A partir de los años 60, se pintó también de azul oscuro la parte superior a las ventanillas. Hoy, solo el coche 86 conserva esta variante.

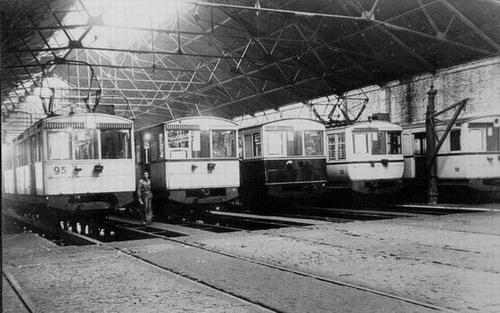
Coches La Brugeoise estacionados en el Taller Polvorín. De izquierda a derecha, esquema de colores de la CTAA, de la Corporación y de CHADOPyF

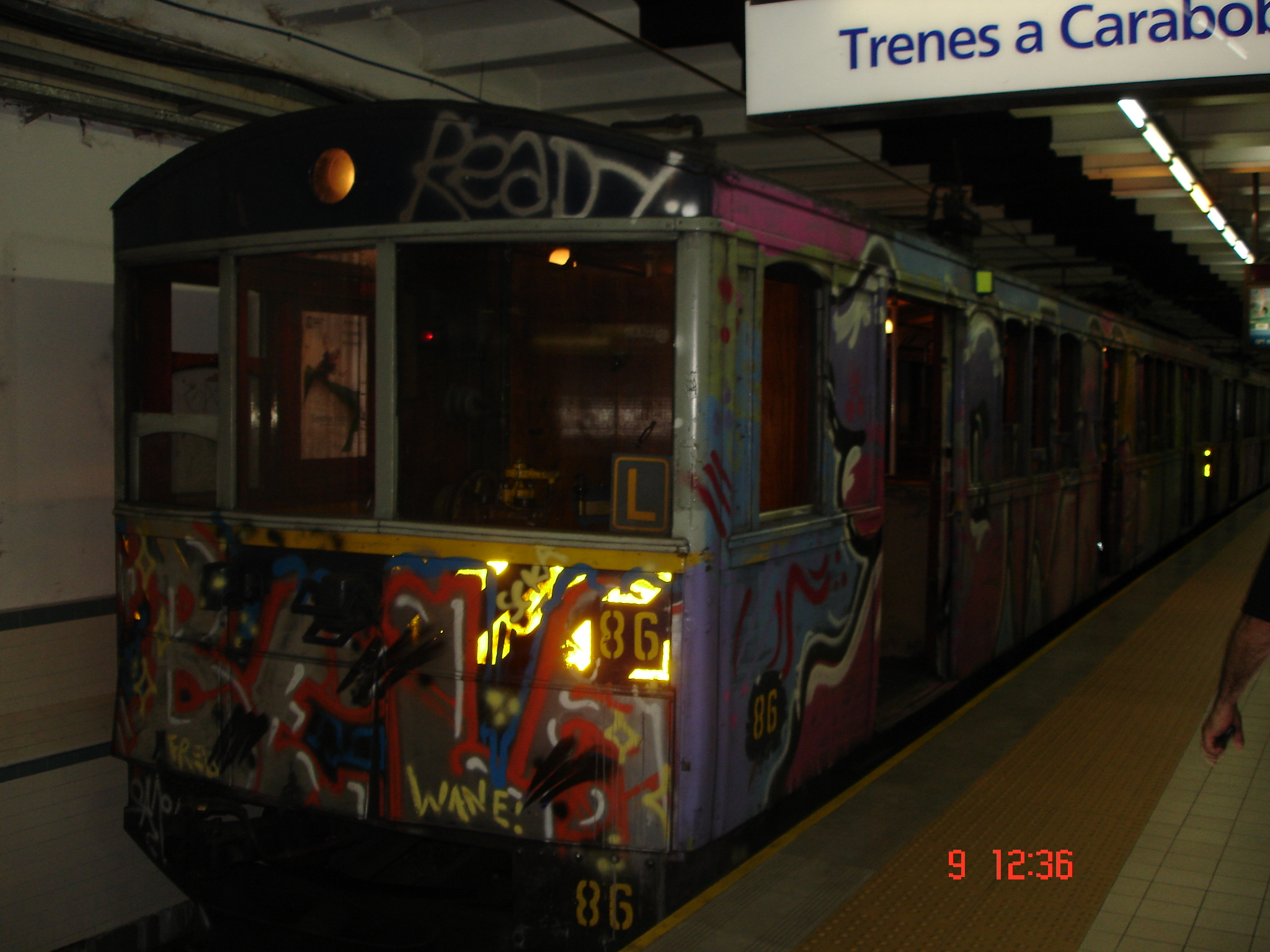
Coche 86 antes del cierre temporal de la Línea A. Casi completamente grafiteado

En 1952, la Corporación es disuelta debido a las fuertes deudas que acumulaba y a la pobre prestación de los servicios a su cargo. El Estado Nacional, a cargo del presidente Juan Domingo Perón, crea la Administración General de Transportes de Buenos Aires con el fin de privatizar los servicios de ómnibus, tranvías y trolebuses existentes, conservando a los subterráneos bajo la órbita estatal. En este período, un coche La Brugeoise fue pintado, a modo de ensayo, de gris plata con una banda azul que formaba una "V" en los frentes. Empero, no existen fotografías de este esquema.
En 1987, entraron en servicio tres formaciones con carrocerías metálicas montadas sobre los chasis belgas de 1913. Conocidos como EMEPA, por la empresa encargada de su remodelación, introdujeron un nuevo esquema de colores: completamente gris con franjas rojas y azules. Unas pocas unidades La Brugeoise de carrocería de madera la recibieron, pero fueron pintadas nuevamente con el esquema de la CHADOPyF a mediados de los años 90.

### Intentos de modernización de la flota
Las compañías que se sucedieron en la administración del subterráneo de Buenos Aires intentaron modernizar la flota. A partir de 1921, se construyeron varios prototipos sobre chasis recuperados o sobre coches en uso; la mayoría de ellos no ha sobrevivido a 2015.
"Primer coche 121": construido en 1921 en el Taller Polvorín. Diseñado por la CTAA para correr exclusivamente en el túnel, presentaba una carrocería completamente metálica con cinco puertas por lateral: tres para el uso de los pasajeros y dos, más angostas, para uso del personal. A mediados de la década del '50, sufrió un incendio que lo destruyó casi por completo. Sobre su chasis se decidió construir una nueva carrocería, de la que se informa más adelante.
"Coches 122 y 123": las "Palanganas eléctricas"; construidos en 1928 en el Taller Polvorín de la CTAA, presentaron una innovadora característica en su diseño: sus laterales curvos para ganar más espacio en el salón. Esta forma, que los diferenciaba del resto de la flota, les valió el apodo de "palangana". No obstante, por este particular las puertas solían trabarse. Además, su falta de uniformidad con el resto de la flota hizo que la CTAA decidera no construir más unidades con este formato. El 122 fue retirado del servicio tras un siniestro en Primera Junta el 31 de octubre de 1957. El 123, en cambio, prestó servicios hasta fines de los años '70. Su paradero es desconocido.

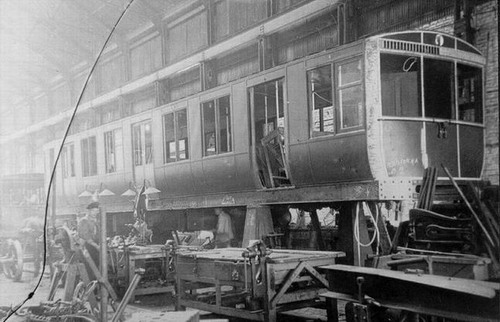
Palanganas en plena construcción en Polvorín, 1928.

"Coches 124 y 125": fueron construidos en Argentina en la década del '40 para paliar la creciente demanda de servicios de subterráneos. Son idénticos al resto de los coches de origen belga y fueron seleccionados para preservación.

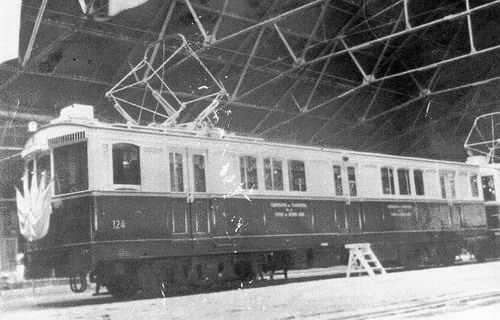
Coche 124, fabricado enteramente en el país, preparado para su inauguración el 16 de abril de 1944.

"Coches 90 y segundo 121": como se indicó más arriba, el primer coche 121 había sido destruido por un incendio. El coche 90 también se encontraba fuera de servicio por un incidente similar. En el Taller Polvorín fueron reconstruidos siguiendo las pautas generales del diseño de los coches Siemens de la CHADOPyF. El coche 90 fue retirado del servicio en fecha indeterminada y su carrocería yace irrecuperable en los terrenos del futuro Taller Central de Subterráneos en el sur de la Ciudad de Buenos Aires. En cambio, el coche 121 funcionó hasta el retiro de la flota en 2013 y fue seleccionado para preservación.

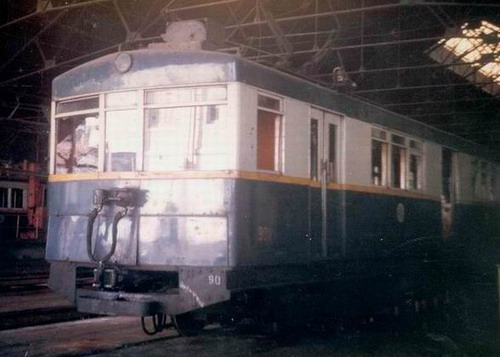
Coche 90 en sus épocas de servicio.

"Coche 114": se trata de un La Brugeoise con carrocería de madera que fue reformado según el modelo de los coches Siemens. A diferencia de los coches 90 y 121, conservó el frente curvo característico de la mayoría de la flota. Forma parte de los coches seleccionados para preservación.

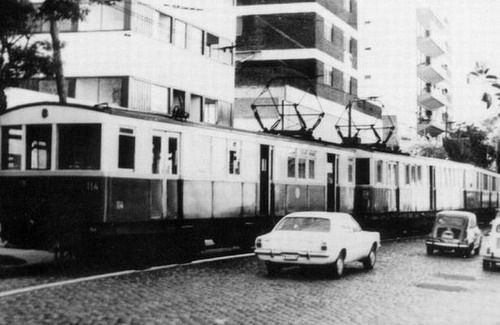
Coche 114, reformado según el estilo de los Siemens pero con el frente de los La Brugeoise

"Coche 55": fue diseñado a mediados de los años '60 por la empresa Igarreta sobre el coche 55, como prototipo para la futura reconstrucción de la flota. Presentaba una carrocería completamente metálica, que guardaba similitud con el estilo de los coches originales, montada sobre la estructura original de madera. El interior estaba revestido en melamina imitación madera y pisos de goma. Presentó, además, un nuevo esquema de colores: gris claro en su mitad superior, franja roja central y naranja en su mitad inferior. Originalmente, se lo numeró "1", pero luego se le devolvió el "55". Un inconveniente que presentaba era que el mecanismo de apertura y cierre automático de puertas que se le había instalado era incompatible con el que funcionaba en el resto de la flota, por lo que se requería un guarda exclusivo para él.  A mediados de los '70, la estructura de madera se quebró dado que el nuevo revestimiento de chapa le impedía toda flexibilidad para acompañar los movimientos y vibraciones del coche cuando estaba en funcionamiento; por este motivo, fue retirado de servicio. Se creyó que había sido desguazado hasta que, a mediados de 2012, fue redescubierto en aparentes buenas condiciones de conservación en la obra del padre Mario Pantaleo en la localidad bonaerense de González Catán, donde se lo utiliza como aula.

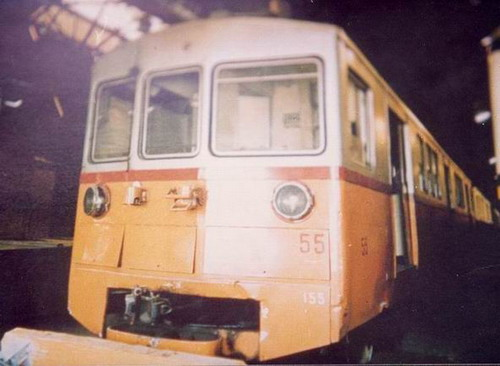
Coche 55 reformado por Igarreta

"Los Lagartos": en 1986, durante la presidencia de Raúl Alfonsín, la empresa estatal Subterráneos de Buenos Aires Sociedad del Estado (SBASE) comenzó la construcción de la primera línea de tranvías de Buenos Aires desde la eliminación del sistema en 1962 a partir de la estación Plaza de los Virreyes de la línea E. Bautizado como "Premetro", seis de sus primeros ocho coches fueron tomados de la línea A. Sobre los chasis belgas, se construyeron carrocerías metálicas tranviarias pintadas de verde, por lo que fueron apodados como "lagartos". Fueron puestos en servicio en abril de 1987. En 1989, ante la llegada de los coches construidos por la empresa Materfer, los "lagartos" fueron desafectados del servicio y desguazados. Solo uno de ellos, que había sido montado sobre el chasis del La Brugeoise 112, pudo ser recuperado y se encuentra en custodia de la Asociación Amigos del Tranvía (AAT), quienes lo exhiben en su circuito de tranvías históricos en las inmediaciones del Taller Polvorín.
"Los EMEPA": en 1987, SBASE envió tres formaciones de cinco coches cada una a la firma EMEPA, radicada en la ciudad de Chascomús, para su remodelación. Se adoptó como modelo a los coches Fiat Materfer, diseñados por Materfer a principios de los años '80 como modelo de coche único para la red de subterráneos. Su carrocería es metálica y cuenta con apertura y cierre automático de puertas. El interior está revestido en fórmica imitación madera de tonos claros, con asientos plásticos del color celeste que identifica a la línea A. Durante la gestión privada a cargo de Metrovías S.A, se decidió colocar los asientos en forma lateral. Los coches afectados por esta reforma son los numerados 9, 14, 30 y 50 de la primera serie y los identificados como 65, 69, 70, 76, 80, 103, 108, 110, 115, 118 y 120 de la segunda. A 2010, todos se mantienen en servicio.

### Intentos de reemplazo
Además de los intentos por modernizar la flota de la línea A, también hubo varios intentos por reemplazar totalmente a los coches Brugeoise. A principios de la década del 40, la Corporación de Transportes de la Ciudad de Buenos Aires (CTCBA) recomendó su inmediato retiro del servicio debido a su obsolecencia. Sin embargo, las graves dificultades económicas y administrativas de la Corporación impidieron que esto se concretara.
A fines de los años 70, la entonces operadora estatal Subterráneos de Buenos Aires diseñó un modelo de coche único que reemplazaría a la variedad de modelos que circulaban entonces por las líneas con alimentación eléctrica por catenaria (todas excepto la B). El primer lote de estos coches fue fabricado en la planta de la empresa Materfer, en asociación con la división ferroviaria de Fiat, en la localidad cordobesa de Ferreyra. El equipamiento eléctrico de estos coches, provisto por Siemens, constituyó una novedad en su época al estar equipado con puentes de tiristores para controlar la tracción. En junio de 1980, las primeras formaciones entraron en servicio en la Línea E, aunque pronto fueron intercambiados también con las líneas C y D. Sin embargo, dificultades económicas impidieron que se concretara el Plan de Coche Único; a principios de los años 90, fueron entregadas las últimas unidades y, tras la privatización del servicio en 1994, todos los coches de este modelo fueron concentrados en la línea D. Recién en 2008, dos formaciones Fiat Materfer comenzaron a prestar servicio en la línea A aunque como refuerzo de la flota La Brugeoise, previendo el mayor flujo de pasajeros que aportarían las estaciones Puan y Carabobo inauguradas el 23 de diciembre de 2008 tras varias postergaciones.
En 2004, el entonces jefe de Gobierno porteño Aníbal Ibarra propuso comprar las formaciones series 1000/1100 que circulaban en la línea 5 del Metro de Barcelona. Estos coches, fabricados en Alemania y puestos en servicio en 1970, presentaban una gran compatibilidad técnica con la línea A y la flota Brugeoise: funcionaban a 1100 VCC, tenían unas dimensiones apenas más grandes que los coches La Brugeoise y estaban equipados con aire acondicionado tras una reforma que se les realizó en 1985. No obstante, el plan no prosperó y los coches serie 1000/1100 fueron desguazados tras su retiro de servicio en 2007 previa preservación de algunas unidades.

## Situación de la flota[1]
Operaron hasta enero de 2013 en la línea A 92 coches La Brugeoise sobre un total de 99 unidades entregadas en concesión a Metrovías en 1994. 
De la primera serie, funcionaron hasta el día de su retiro y con su configuración original los coches 5, 7, 11, 13, 15, 16, 19, 20, 21, 22, 23, 27, 28, 29, 31, 32, 33, 34, 35, 37, 39, 40, 41, 42, 44, 45, 47, 48 y 49. Los coches 6 y 8 fueron desarmados para construir los primeros premetros y los numerados 9, 14, 30 y 50 fueron reconstruidos por E.M.E.P.A. El coche 14 fue afectado en un accidente ocurrido en la estación Primera Junta el 7 de enero de 2012 fuera del horario de servicio y se encontraba en reparación en el taller Polvorín.
Se encuentran fuera de servicio y desaparecidos los coches 12, 17, 18 y 26.  El coche 25 fue retirado del servicio luego de que su bastidor se doblara tras un choque ocurrido en la estación Primera Junta el 7 de enero de 2012, mientras se realizaban maniobras fuera del horario de servicio. El 38 fue destruido por un incendio en Primera Junta a fines de 1980. El coche 10 se encuentra almacenado en el Taller Polvorín, a la espera de su restauración como coche histórico de Metrovías. El coche 43 fue destruido por un incendio en Primera Junta el 23 de noviembre de 2000, y su chasis se utiliza para transporte de materiales para mantenimiento en el Ferrocarril Urquiza. Los coches 24, 36 y 46 se encuentran en los terrenos del futuro Taller Central de Subterráneos en diferentes estados de degradación.  
De la segunda serie, funcionaron hasta el día de su retiro y con su configuración original los coches 52, 53, 54, 56, 57, 58, 59, 60, 61, 63, 64, 66, 67, 68, 71, 72, 73, 74, 75, 77, 78, 79, 81, 82, 83, 84, 85, 86, 87, 88, 91, 93, 94, 95, 96, 97, 98, 99, 100, 101, 103, 106, 107, 108, 111, 116, 117, 124 y 125.
Los coches 62, 92, 102 y 112 fueron transformados en los primeros premetros y los numerados 65, 69, 70, 76, 80, 103, 108, 110, 115, 118 y 120 fueron reconstruidos por E.M.E.P.A. (en servicio hasta el 11/01/2013 junto al resto de la flota). Los coches 55, 90 y 114 fueron transformados en prototipos. Los coches 104, 105 y 119 fueron retirados del servicio y su paradero es desconocido. El coche 51 se incendió completamente, junto con el 43, el 23 de noviembre de 2000 y fue convertido en chata de mantenimiento. El coche 113 resultó afectado parcialmente por dicho incendio y, tras una década aguardado su reparación en los talleres de Coronel Lynch, su carrocería fue depositada sin boguies ni equipamiento electromecánico bajo los puentes de la avenida General Paz cercanos al mencionado taller junto a unidades radiadas de la flota Toshiba del ferrocarril Urquiza y Mitsubishi y Metropolitan Cammel de la línea B.. El coche 109, en cambio, se encuentra depositado en el futuro Taller Central de Subterráneos.  La unidad 89 resultó afectada en el accidente del 7 de enero de 2012 y posee un golpe en uno de sus frentes; fue trasladado para su reparación a Polvorín y permanece allí a la espera de la finalización de dichas tareas.

## Mantenimiento
El mantenimiento, tanto electromecánico como estético, se realizaba en el Taller Polvorín. Construido por la CTAA en 1913 para albergar a los coches de su flamante línea de subterráneos, cuenta con personal altamente capacitado para su cuidado. Dada la avanzada edad de la flota, los repuestos deben fabricarse a demanda en los tornos del taller o bien por encargo a empresas tercerizadas. Sin embargo, las zapatas de lapacho creosotado para los frenos, que al calentarse con la fricción despiden el característico olor a madera quemada de la línea A, eran elaboradas en el taller. 
Según datos brindados por Metrovías, los Brugeoise poseían uno de los mejores promedios de averías de la red: 19 cada 100.000 kilómetros.
El Taller Polvorín recibe también coches de otras líneas del Subte, que son remolcados hasta allí por los Brugeoise a través de la rampa de Primera Junta. La Asociación Amigos del Tranvía, entidad sin fines de lucro presidida por el arquitecto Aquilino González Podestá, guarda su flota de tranvías y subterráneos históricos en las naves del taller. También utiliza las vías tranviarias que lo comunican con la estación Primera Junta para la prestación de recorridos turísticos los fines de semana.

## Retiro de servicio y futuro de la flota
Tras 99 años, un mes y 10 días de servicio ininterrumpido, los coches La Brugeoise fueron retirados de servicio el 11 de enero de 2013. El 23 de diciembre de 2008, se inauguraron dos nuevas estaciones de la línea A: Puán y Carabobo. El aumento de la demanda pudo ser absorbido por la flota retirada, con el refuerzo de dos trenes Fiat Materfer tomados de la línea D. 
En enero de 2010, el Gobierno nacional anunció que se firmó un acuerdo con la empresa china CITIC para la provisión de 279 coches para los subterráneos de Buenos Aires. Los primeros 45, que serían seguidos luego por un segundo embarque de 40, serían destinados a la línea A para reemplazar a los coches La Brugeoise. 
Se incorporaron los coches CNR comprados a China en marzo de 2013 (tras un cierre temporario de la línea para refacción), que funcionan con los 1500 VCC reglamentarios, voltaje del resto de la red de subtes, excepto la línea B. 
Una vez retirados del servicio, los coches fueron concentrados en el taller Polvorín.  El 25 de enero de 2013 empezó su traslado, a excepción de los protegidos por ley (ver siguiente párrafo) a un predio de Subterráneos de Buenos Aires ubicado en Labardén y Los Patos, barrio de Parque Patricios, donde fueron colocados directamente sobre el terreno y a la intemperie hasta tanto se terminara de preparar su destino definitivo, el taller Mariano Acosta del Premetro.  Hacia allí fueron llevados a mediados de febrero y esta vez se los colocó sobre vías provisorias y se los tapó con lonas plásticas a fin de evitar los efectos de la lluvia y del Sol sobre las carrocerías de madera. Sin embargo, estas precauciones no pudieron evitar que se produjeran daños a las unidades, que fueron denunciadas ante la Justicia en el marco de los múltiples recursos de amparo presentados, tanto por legisladores de la Ciudad como por particulares, para lograr la preservación de los coches  El 5 de diciembre de 2013, luego de que la Justicia ratificara tanto en primera como en segunda instancia la calidad de Patrimonio Cultural de los coches, la Legislatura de la Ciudad de Buenos Aires aprobó una ley que protege la totalidad de la flota y obliga a Subterráneos de Buenos Aires a prestar un servicio histórico en la línea A con parte de ella fuera del horario comercial.  El proyecto aprobado también permite que algunas unidades sean donadas a instituciones de preservación y museos de todo el país y de Bélgica, donde fueron fabricadas hace un siglo.   
La nueva ley retoma disposiciones anteriores sobre la flota La Brugeoise, como lo dictado por la ley 2796, que declara la "protección patrimonial" para el Taller Polvorín, sus elementos de trabajo y las vías del tranvía histórico. En uno de sus anexos, sugiere la conservación de dos formaciones: una, compuesta por los coches 24 - 107 - 121 - 124 - y 125; y la otra por los coches 100 - 86 - 22 - 89 y 48. Además, sugiere la preservación de los coches 27 (que posee la decoración interior de la CTAA), el 81 (conserva sus tomas de aire laterales) y el 114 (reformado al estilo de los coches Siemens).  
En 2013 se decidió restaurar algunas formaciones "La  Brugeoise" para utilizarlas los fines de semana en recorridos turísticos de la línea A, entre otros fines eventuales de uso público.  En el taller Polvorín, Subterráneos de Buenos Aires restaura en la actualidad siete de los coches protegidos.  Dichos trabajos consisten en la reparación y refuerzo de las carrocerías, recuperación de los paneles interiores y de los detalles de interiores como espejos, pasamanos, apliques de bronce y artefactos de iluminación.  Las tareas también incluyen una reingeniería del sistema electromecánico conforme a las modernas normativas de seguridad y de operación de la línea A: adaptación para circular a 1500 V, renovación de toda la instalación eléctrica con materiales ignífugos, instalación de un sistema auxiliar de baterías, entre otras.
El 1 de diciembre de 2013, al conmemorarse el Centenario de la inauguración de la línea A y de la puesta en funcionamiento de los coches La Brugeoise y United Electric, los coches 5 y 16 fueron expuestos en la vía sur de la estación Plaza de Mayo totalmente restaurados.  Allí pudieron ser visitados por el público, que accedía a la cabecera por sus accesos o bien en los trenes que reemplazaron a los Brugeoise y que estacionaban sobre la vía norte.

## Restauración
Las tareas de restauración, financiadas por el Gobierno porteño a través de Subterráneos de Buenos Aires, quedaron a cargo de un equipo integrado por miembros de la Asociación Amigos del Tranvía bajo la dirección de los arquitectos María Elena Mazzantini y Pablo Pinelli y con la colaboración del orfebre Juan Carlos Pallarols. Los trabajos incluyen el recambio de la instalación eléctrica de los coches por cables ignífugos conforme a las normas vigentes, tratamiento profundo de la carrocería de madera con químicos insecticidas y antincendios, reemplazo de partes estructurales y ornamentales que presenten un deterioro superior al 30 por ciento, reparación integral de timonería y sistema de frenos de aire comprimido y de estacionamiento, pintura exterior y barnizado interior de la carrocería.
Tras el retiro de servicio regular de la flota La Brugeoise en enero de 2013, la tensión de la catenaria de la línea A fue elevada a 1500 V de corriente continua para unificarla con el resto de las líneas de subte también equipadas con alimentación aérea (C, D, E y H). Esto obligó a realizar una serie de reformas a la parte electromecánica de los coches seleccionados para preservación y posterior prestación de servicios turísticos en el túnel.  De esta manera, se incorporaron equipos convertidores para que los motores y el resto de los circuitos de los trenes puedan operar con la nueva tensión. También se suprimieron algunos puntos de tracción a la vez que se anuló la posibilidad de que los motores sean conectados en paralelo.

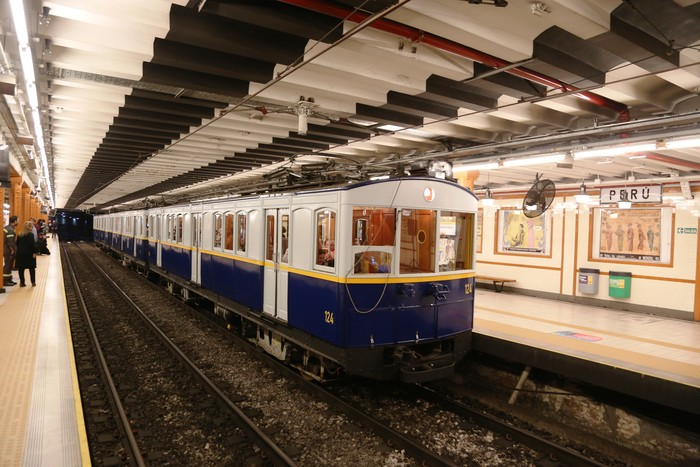
La Brugeoise durante su primer servicio histórico.

## Servicio histórico
Con la sanción de la ley 4886, se determinó que parte de la flota conservada sería utilizada para un servicio histórico, que finalmente fue implementado el sábado 2 de septiembre de 2017.